# Erzbistum Fianarantsoa

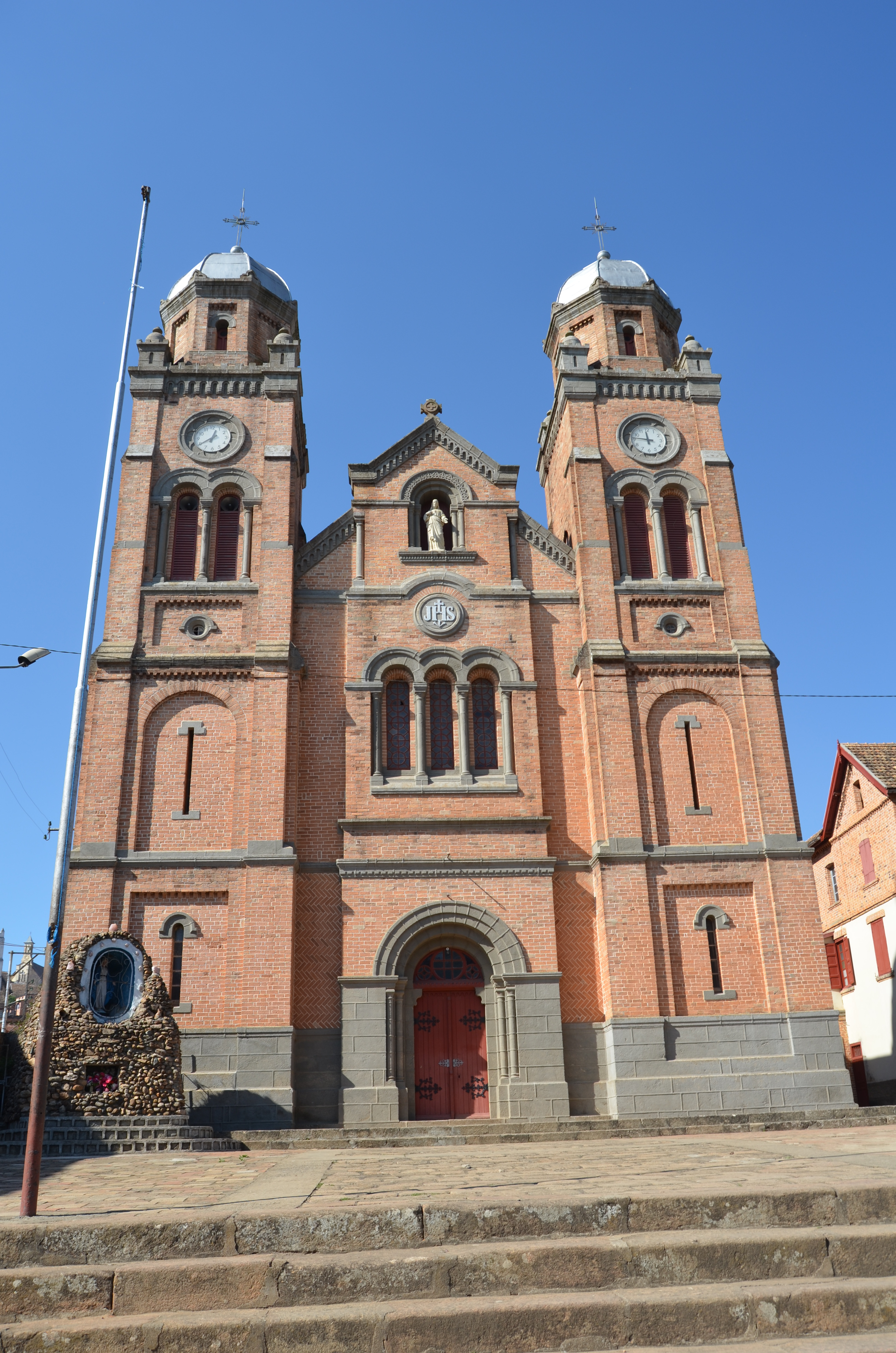
Kathedrale in Fianarantsoa

Das Erzbistum Fianarantsoa (lat.: Archidioecesis Fianarantsoaensis) ist eine in Madagaskar gelegene römisch-katholische Erzdiözese mit Sitz in Fianarantsoa.

## Geschichte
Das Erzbistum Fianarantsoa wurde am 10. Mai 1913 durch Papst Pius X. aus Gebietsabtretungen des Apostolischen Vikariates Zentral-Madagaskar als Apostolisches Vikariat Fianarantsoa errichtet. Das Apostolische Vikariat Fianarantsoa gab am 18. Juni 1935 Teile seines Territoriums zur Gründung der Apostolischen Präfektur Vatomandry ab. Weitere Gebietsabtretungen erfolgten am 8. Januar 1938 zur Gründung des Apostolischen Vikariates Antsirabé und der Apostolischen Präfektur Morondava.
Am 14. September 1955 wurde das Apostolische Vikariat Fianarantsoa durch Papst Pius XII. mit der Apostolischen Konstitution Dum tantis zum Bistum erhoben und dem Erzbistum Tananarive als Suffraganbistum unterstellt. Das Bistum Fianarantsoa wurde am 11. Dezember 1958 durch Papst Johannes XXIII. zum Erzbistum erhoben. Am 9. April 1968 gab das Erzbistum Fianarantsoa Teile seines Territoriums zur Gründung des Bistums Mananjary ab. Eine weitere Gebietsabtretung erfolgte am 3. Juni 1999 zur Gründung des Bistums Ambositra.

## Ordinarien

### Apostolische Vikare von Fianarantsoa
- Charles Givelet SJ, 1913–1935
- Xavier Ferdinand Thoyer SJ, 1936–1955

### Bischöfe von Fianarantsoa
- Xavier Ferdinand Thoyer SJ, 1955–1958

### Erzbischöfe von Fianarantsoa
- Xavier Ferdinand Thoyer SJ, 1958–1962
- Gilbert Ramanantoanina SJ, 1962–1991
- Philibert Randriambololona SJ, 1992–2002
- Fulgence Rabemahafaly, seit 2002